# Delaware (reka)
Delaware (izvirno angleško Delaware River) je ena daljših rek na Vzhodni obali ZDA.
Reka izvira v okrožju Schoharie v zvezni državi New York na nadmorski višini 575 m, nato pa predstavlja mejno reko med Pensilvanijo in New Yorkom, New Jerseyjem in Pensilvanijo in Delawarom in New Jerseyjem. Po 660 km se pri Trentonu izlije v Atlantski ocean.